# Arkadiusz Olszowy
Arkadiusz Olszowy (ur. 2 stycznia 1956 w Krzyżu Wielkopolskim) – polski dziennikarz i działacz związkowy, absolwent Wyższej Szkoły Pedagogicznej w Zielonej Górze (1980 r.).

## Działalność
W latach 1976–1978 redaktor akademickiego radiowęzła przy Wyższej Szkoły Pedagogicznej, w 1978 r. praktykant w zielonogórskiej Rozgłośni Polskiego Radia. W tym samym roku laureat nagrody Czerwonej Róży dla najlepszego studenckiego dziennikarza radiowego w Polsce. Odbywał praktyki w III Programie Polskiego Radia w redakcji „Radiokuriera” i redakcji programu dla młodzieży „Siódemka” w TVP. Od 1978 r. współpracownik, następnie od 1980 r. redaktor Redakcji Publicystyki i Reportażu w Rozgłośni Polskiego Radia w Zielonej Górze.
Od września 1980 r. w „Solidarności” w zielonogórskiej Rozgłośni Polskiego Radia – członek Grupy Inicjatywnej, a następnie przewodniczący Komitetu Założycielskiego „Solidarności” w tej rozgłośni. Latem 1981 r. zatrzymany przez milicję, pobity, bezpodstawnie przewieziony do Izby Wytrzeźwień, zwolniony przez lekarza dyżurnego. Uczestnik zjazdu przedstawicieli Komitetów Założycielskich przy rozgłośniach radiowo-telewizyjnych, który odbył się w Warszawie. Członek Komisji Krajowej „Solidarności” przy Komitecie ds. Radia i Telewizji, uczestnik strajku okupacyjnego w gabinecie przewodniczącego Radiokomitetu m.in. w sprawie zniesienia cenzury. W czerwcu 1981 r. delegat na I Walny Zjazd Delegatów Regionu Zielona Góra, kandydat na przewodniczącego Zarządu Regionu. W 1981 r. w redakcji pisma „Solidarność Środkowego Nadodrza” wydawanego przez Międzyzakładowy Komitet Założycielski, następnie Zarząd Regionu Zielona Góra. Redaktor naczelny „Wolnego Rolnika” – pisma „Solidarności Rolników Indywidualnych” w Zielonej Górze, rzecznik prasowy „Solidarności Rolników Indywidualnych” Regionu Zielonogórskiego, uczestnik ogólnopolskich spotkań „Solidarności Rolników Indywidualnych”.
We wrześniu i październiku 1981 powołany do służby wojskowej w Szkole Podchorążych Rezerwy w Jeleniej Górze. Inicjator wystosowania przez grupę elewów protestu i petycji przeciwko zorganizowaniu na terenie jednostki wiecu i uchwaleniu na nim rezolucji przeciwko „Solidarności”. W związku z prowadzoną na terenie jednostki prosolidarnościową aktywnością, po miesiącu przedterminowo zwolniony ze służby i rozkazem dowódcy Dolnośląskiego Okręgu Wojskowego pozbawiony tytułu podchorążego.
13 grudnia 1981 r. zatrzymany, przewieziony do Komendy Wojewódzkiej MO, nad ranem zwolniony. Po 13 grudnia 1981 r. organizator podziemnej działalności wydawniczej i kolportażu, we współpracy m.in. z przewodniczącym Komitetu Zakładowego przy Wyższej Szkole Inżynierskiej w Zielonej Górze Tadeuszem Kopeckim. 31 marca 1982 r. zwolniony z pracy w Rozgłośni Polskiego Radia w Zielonej Górze, w ramach prowadzonych przez władze stanu wojennego weryfikacji dziennikarzy. Oficjalnym powodem zwolnienia była (zgodnie z uzasadnieniem) „utrata zdolności do wykonywania zawodu dziennikarza”. Od 1983 r. pracownik Punktu Usługowego w Domu Towarowym Centrum w Zielonej Górze.
Wydawca, redaktor i autor podziemnej edycji pisma „Solidarność Środkowego Nadodrza”. W czerwcu 1982 r. inicjator powołania Tajnej Tymczasowej Regionalnej Komisji Koordynacyjnej „Solidarności” Regionu Zielonogórskiego, a następnie jej przewodniczący. Współorganizator jednej z największych manifestacji popierających „Solidarność” w Zielonej Górze w dniu 31 sierpnia 1982 r. Tego dnia przed manifestacją aresztowany w związku ze śledztwem przeciwko wydawcom i kolporterom „Solidarności Środkowego Nadodrza”. Przetrzymywany w Areszcie Śledczym w Zielonej Górze, sądzony z Tadeuszem Kopeckim, Robertem Kopeckim, Piotrem Kiszczycem, Piotrem Sikorskim, Karolem Małyską. W dniu 11 maja 1983 r. wyrokiem Sądu Rejonowego w Zielonej Górze skazany na 10 mies. więzienia w zawieszeniu na 2 lata. W efekcie 18 listopada 1982 r. zwolniony, ale w międzyczasie w dniu 3 września 1982 r. skazany zaocznie przez kolegium ds. wykroczeń za noszenie znaczka „Solidarności” i opornika (symbolu oporu i przeciwstawiania się komunistycznej władzy) na 1 mies. aresztu, jednak w dniu 7 stycznia 1983 r. uniewinniony. Kilkakrotnie zatrzymywany na 24 i 48 godz., nakłaniany do wyjazdu z Polski.
Od VII 1983 r. na emigracji w RFN (Monachium), do 1987 r. autor audycji i komentarzy w Rozgłośni Polskiej Radia Wolna Europa. Autor „Radiowego Tygodnika Młodych” i komentarzy w audycjach „Fakty Wydarzenia Opinie” i „Panoramie Dnia”, a także autor okolicznościowych reportaży. Pomysłodawca emitowanej i prowadzonej przez niego na antenie Rozgłośni Polskiej Radia Wolna Europa „Listy Przebojów Piosenek Podziemia”. Od 1987 r. przedsiębiorca w branży ubezpieczeniowej, a od 1993 r. w branży turystycznej. Właściciel i prezes firmy timeshare Holiday Travel Center z siedzibą w Warszawie. Inwestor na rynkach finansowych. Uczestnik międzynarodowych turniejów pokerowych, laureat kilku nagród. Od 1996 r. na stałe w Polsce.
W 2013 r. wyrokiem sądu w Zielonej Górze otrzymał odszkodowanie za represje okresu stanu wojennego, które w całości przeznaczył na cele społeczne. Z otrzymanych pieniędzy ufundował między innymi dwa sztandary – dla „Lubuskiej Rodziny Katyńskiej” oraz „Zielonogórskiego Stowarzyszenia Osób Represjonowanych w Stanie Wojennym”.
Na wniosek Prezesa Instytutu Pamięci Narodowej dr. Łukasza Kamińskiego postanowieniem prezydenta Rzeczypospolitej Polskiej Bronisława Komorowskiego z dnia 29 maja 2014 r. został odznaczony Krzyżem Wolności i Solidarności.